# Caffè americano

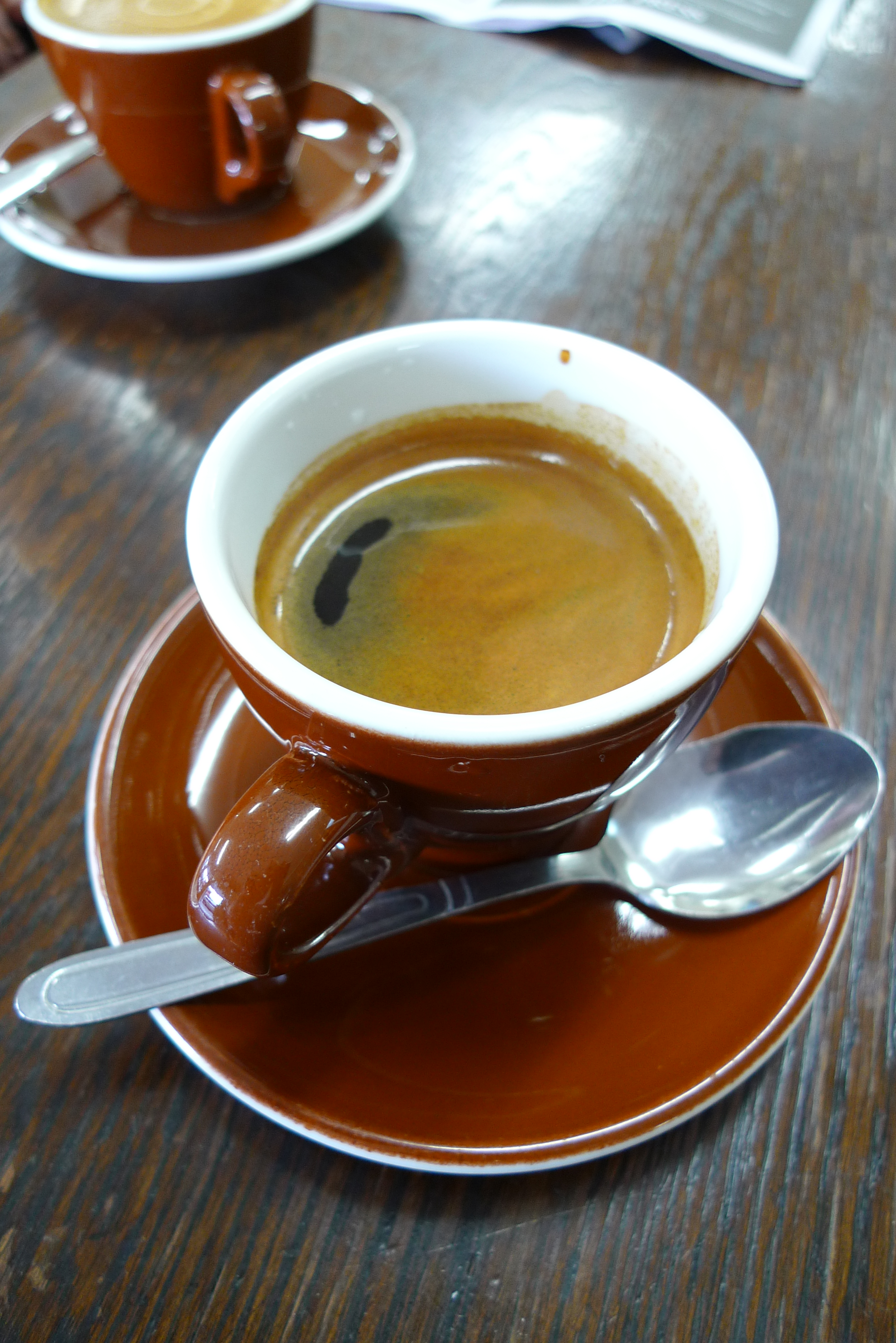
Caffè americano

Caffè americano (italienska för "amerikanskt kaffe") betecknar espresso som spädes ut med hett vatten. Den kan fås i olika storlekar och med olika proportioner. Drycken började drickas i Frankrike och Italien av soldater från USA under andra världskriget, för att få ett kaffe som liknade det som man hade i USA. Det etablerades sedan i USA.

## Källhänvisningar
1. ↑  "Starbucks Grande Caffe Americano". caffeineinformer.com. Läst 28 januari 2015. (engelska)